# Хит твит
Хит твит српска је ток-шоу телевизијска емисија чија је ауторка и водитељка Верица Брадић. Приказује се од 24. марта 2019. године на каналу РТВ Пинк.

## Формат
Верица Брадић сваке недеље у госте доводи једну или више (најчешће 3) личности из политичког и јавног живота са којима разговара о темама које су биле актуелне претходне недеље. Гости у студију, као и гледаоци који успеју да се укључе, имају прилику да гласају за свој твит из протекле недеље, и то са листе предлога које водитељка сачини (обично их буде од 5 до 7).

## Оптужбе за плагијат
Српска новинарка и водитељка Оља Бећковић поднела је у фебруару 2020. године тужбу за плагијат против ТВ Пинк, Жељка Митровића, Верице Брадић и Горана Гмитрића, коаутора емисије Хит твит. Њих тужба терети да су концептом Хит твита преузели оригиналну идејну концепцију и битне сегменте Утиска недеље, дугогодишње ауторске емисије Оље Бећковић. Утисак недеље је покренут 1991. године на телевизији Студио Б, а касније се приказивао и на телевизијама Б92 и Нова С. Емисија је од децембра 1995. депонована као ауторско дело у Ауторској агенцији. Прво рочиште по тужби одржано је 21. фебруара 2020. пред Вишим судом у Београду.
Почетком септембра 2021. објављено је да је Виши суд донео првостепену пресуду у корист Бећковићеве. Пресудом је утврђено да су тужени креирали, произвели, објавили и емитовали ТВ емисију Хит твит која се битно подудара са оригиналним ауторским делом ТВ емисије Утисак недеље.